# Velika Glava
Velika Glava es una localidad de Croacia en el ejido de la ciudad de Skradin, condado de Šibenik-Knin.

## Geografía
Se encuentra a una altitud de 175 m s. n. m. a 329 km de la capital nacional, Zagreb.

## Demografía
En el censo 2011 el total de población de la localidad fue de 29 habitantes.
| Gráfica de población de Velika Glava 1857-2011                      |
|                                                                     |
| Según los censos de población de la oficina estadística de Croacia. |